# Azaléatine
L'azaléatine est un composé organique de la famille des flavonols, une sous-famille des flavonoïdes. Il fut isolé pour la première fois à partir de la fleur du Rhododendron mucronatum en 1956. Sa présence a depuis été recensée dans 44 autres espèces de rhododendron, dans plusieurs espèces de dentelaire (Plumbago), dont la dentelaire du Cap (Plumbago capensis), la cerato (Ceratostigma willmottiana) et dans le pacanier. Elle a aussi été trouvée dans les feuilles d'Eucryphia.
L'azaléatine fait partie des flavonoïdes O-méthylés.

## Hétéroside
L'azaléatine est aussi présente dans la nature sous la forme d'un hétéroside, l'azaléine ou azaléatine 3-O-α-L-rhamnoside.